# San Sebastián Tlacotepec
San Sebastián Tlacotepec là một đô thị thuộc bang Puebla, México. Năm 2005, dân số của đô thị này là 12688 người.